# Kopalnia Reden
Kopalnia „Reden” – kopalnia węgla kamiennego w Dąbrowie Górniczej, działająca w latach 1796–1934.

## Historia
W 1785 przypadkowo odkryta została przez pasących bydło na gruntach starostwa będzińskiego, niedaleko wsi Dąbrowa, w pobliżu drogi ze Sławkowa przez Będzin do Czeladzi, wychodnia pokładu węgla kamiennego. Do 1796 w niewielkim zakresie eksploatowali ją dla własnych potrzeb będzińscy mieszczanie. Po wejściu tego obszaru w skład pruskiej prowincji Nowy Śląsk, otworzono kopalnię nadając jej imię ówczesnego dyrektora królewsko-pruskiego górnictwa hr. Redena. W latach 1796–1806 eksploatowana odkrywkowo kopalnia dawała ok. 20 000 korców węgla rocznie. W 1807 przeszła na własność francuskiego marszałka Lannesa, któremu nadane zostało reaktywowane i rozszerzone o niektóre tereny powiatu będzińskiego księstwo siewierskie. Następnie stanowiła własność państwową, a potem należała do utworzonego w 1876 Towarzystwa Francusko-Włoskiego Dąbrowskich Kopalń Węgla. Od 1817 nastąpiło zwiększenie wydobycia kopalni związane z uruchomieniem przy niej huty cynku „Konstanty”. Rozpoczęto równocześnie roboty głębinowe w sztolni Ulmana oraz zgłębiono dwa szyby. Nad jednym z nich ustawiono w 1824 maszynę parową o sile 10 koni dla wydobycia węgla. 
W 1836 kopalnia „Reden” zatrudniała 165 osób, w tym: 2 sztygarów, miercę węgli, dozorcę machiny parowej, ślusarza, 60 górników, 60 wozaków, 8 pomocników i 32 grabarzy. W latach 80. XIX wieku najgłębszy szyb sięgał 240 metrów. Jednocześnie do końca XIX w. funkcjonowała w kopalni odkrywka. Kopalnia doświadczana była częstymi pożarami. Zmniejszyła znacznie swą produkcję po pożarze w 1867. W 1912 zatrudniała 772 pracowników, którzy korzystali z łaźni z natryskami, kasy bratniej pomocy, a opiekę medyczną zapewniał im szpital św. Wincentego.
W 1934 zarząd Towarzystwa Francusko-Włoskiego Dąbrowskich Kopalń Węgla podjął decyzję o unieruchomieniu kopalni. W 1945 jej teren przyłączono do kopalni „Paryż”. Na terenie dawnej kopalni „Reden” znajduje się obecnie Park Hallera oraz Park Wodny Nemo.

## Katastrofa w 1923
W nocy z 20 na 21 września 1923 doszło do pożaru i wybuchu gazu, wskutek czego śmierć poniosło 38 górników. 
Przebieg zdarzenia był następujący: w trakcie prac wydobywczych przebito się do starego wyrobiska, uwalniając zgromadzone tam gazy, co wywołało niewielki pożar. Władze kopalni zezwoliły jednak na kontynuowanie robót strzałowych, w wyniku których powstała kolejna wyrwa w ścianie oddzielającej stare wyrobisko. Uwolnione w ten sposób gazy zaczęły wypełniać całą kopalnię i dotarły do chodnika, gdzie dogaszano wspomniany pożar. Doprowadziło to do podsycenia ognia i eksplozji, która odcięła drogę do szybu głównego grupie górników z nocnej zmiany. W wyniku akcji ratowniczej wydobyto ciała 27 poległych górników. Do ciał pozostałych 11 ofiar dotarto dopiero po kilku miesiącach, po ostatecznym ugaszeniu pożaru w kopalni. W rezultacie przeprowadzonych badań przyczyn katastrofy ustalono m.in., że kopalnia posiadała mało wydajny system wentylacyjny. Bezpośredniego powodu wybuchu nie udało się ustalić, ale kierownictwo kopalni utrzymywało, że winę ponoszą ratownicy, którzy mieli gasić ogień wodą i w ten sposób doprowadzić do sprężenia gazów, a w konsekwencji do ich eksplozji.